# Hans Ritter von Lex

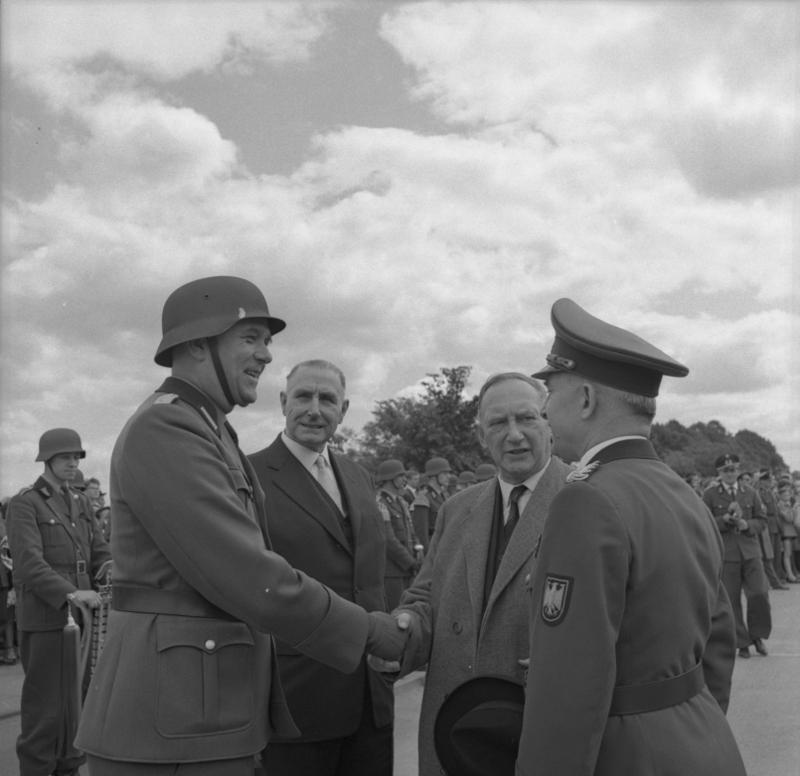
Hans von Lex (2.v.r.), anlässlich des zehnjährigen Bestehens des Bundesgrenzschutzes, 1961

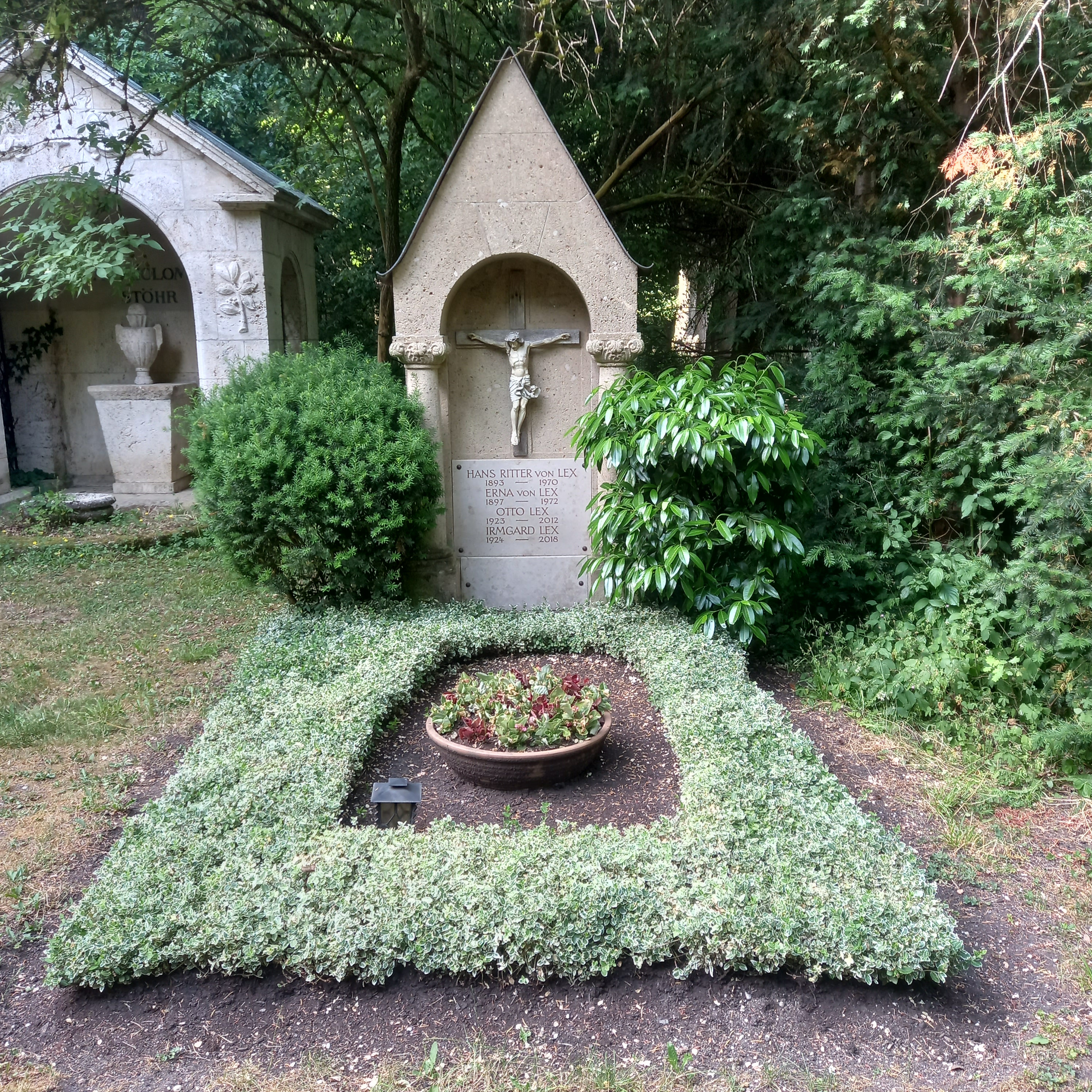
Das Grab von Hans Ritter von Lex und seiner Ehefrau Erna im Familiengrab auf dem Waldfriedhof (München)

Hans Lex, seit 1916 Ritter von Lex (* 27. Oktober 1893 in Rosenheim; † 26. Februar 1970 in München), war ein deutscher Politiker, von 1950 bis 1960 der erste Staatssekretär im Bundesministerium des Innern sowie von 1961 bis 1967 Präsident des Deutschen Roten Kreuzes (DRK).

## Ausbildung und Beruf
Lex studierte nach dem Abitur von 1912 bis 1914 Rechtswissenschaften an der Ludwig-Maximilians-Universität München. Während seines Studiums wurde er Mitglied des AGV München. Das dem ersten Staatsexamen entsprechende Zwischenexamen absolvierte er kurz vor dem Beginn des Ersten Weltkrieges, in dem er dann ab 1914 diente, zunächst beim Infanterie-Leib-Regiment der Bayerischen Armee.
Beim Reserve-Infanterie-Regiment 18 avancierte Lex dann zum Leutnant der Reserve und wurde aufgrund seiner Verdienste in der Schlacht an der Somme durch die Abwehr wiederholter englisch-französischer Angriffe am 30./31. Juli 1916 mit dem Ritterkreuz des Militär-Max-Joseph-Ordens ausgezeichnet. Aufgrund der damit verbundenen Erhebung in den persönlichen Adel durfte er sich nach der Eintragung in die Adelsmatrikel Ritter von Lex nennen. Seit August 1916 war er Kompanieführer in seinem Regiment. 1918 kommandierte man ihn zum Kriegsministerium, nachdem seine drei Brüder gefallen waren. Lex wurde am 28. Januar 1919 aus dem Militärdienst entlassen.
Anschließend absolvierte er sein zweites Staatsexamen, arbeitete 1921/23 und 1927/32 als Regierungsassessor im bayerischen Kultusministerium. Von 1923 bis 1927 war er Bezirksamtsmann in Rosenheim. Ab 1933 war er als Oberregierungsrat im Reichsministerium des Innern für Sportfragen zuständig, einschließlich der Vorbereitungen für die Olympischen Winterspiele 1936 und die Olympischen Sommerspiele 1936.
Während der Weimarer Republik war Lex Mitglied der Bayerischen Volkspartei (BVP). Er war Landesführer der Bayernwacht, dem als Selbstschutzorganisation dienenden paramilitären Kampfverband der Partei. Von 1932 bis 1933 saß er für die BVP als Abgeordneter im Reichstag, wo er u. a. für Adolf Hitlers Ermächtigungsgesetz vom 24. März 1933 stimmte.
Im März 1933 verhandelte er mit Adolf Hitler über die Bildung einer Koalitionsregierung aus der BVP und der NSDAP in Bayern. Bei diesen Gesprächen wurde ihm das Amt des Innenministers angeboten. Hans Ritter von Lex lehnte letztlich sowohl das Amt als auch die Bildung einer Koalition ab. Bald darauf kam er in der Justizvollzugsanstalt Stadelheim für kurze Zeit in Schutzhaft und stand anschließend unter Beobachtung.
Lex arbeitete beinahe vom Anfang bis zum Ende der Zeit des Nationalsozialismus im Reichsministerium des Innern. Bei seinem Eintritt ins Ministerium am 1. September 1933 wurde er zum Oberregierungsrat ernannt. Weitere Beförderungen verweigerte man ihm – trotz Fürsprache von Reichsminister des Innern Wilhelm Frick, der ihm bescheinigte, „dass er jederzeit rückhaltlos für den nationalsozialistischen Staat eintreten und ihn wirksam vertreten wird“ –, weil Lex nicht in die NSDAP eintreten wollte. Bis 1943 war er für Sportfragen zuständig und dann für Kriegsschäden.
Nach dem Zweiten Weltkrieg wurde Lex Mitglied der Christlich-Sozialen Union (CSU). Von 1946 bis 1948 war er Ministerialdirektor im Bayerischen Innenministerium.
Im Spätherbst 1949 wurde Lex zum Bundesministerium des Innern abgeordnet und am 1. Juni 1950 zum ersten beamteter Staatssekretär des Ministeriums ernannt. 1951 wurde als zweiter Staatssekretär neben Lex Karl Theodor Bleek ernannt. Lex war maßgeblich für den Aufbau und die Leitung des Ministeriums in der Frühphase der Bundesrepublik und den Aufbau der Sicherheitsarchitektur verantwortlich. Er hatte maßgeblichen Einfluss auf die Einstellungspolitik des Ministeriums. Dabei legte Lex mehr Wert auf Kompetenz als auf Parteizugehörigkeit. Lex’ Zuständigkeit umfasste interne Personalpolitik, öffentliche Sicherheit sowie Verfassung und Staatsrecht. Er wirkte beim Aufbau des Bundesgrenzschutzes, des Bundeskriminalamtes, des Bundesamtes für Verfassungsschutz und des Zivilschutzes mit.
Lex vertrat die Bundesrepublik Deutschland beim KPD-Verbot vor dem Bundesverfassungsgericht und geriet dadurch ins Fadenkreuz der DDR-Propaganda. Auch im Verbotsverfahren gegen die rechtsextremistische Sozialistische Reichspartei vertrat Lex die Bundesrepublik.
Lex war bis zu seiner Pensionierung 1960 Staatssekretär. Ihm folgte Josef Hölzl nach. Lex diente unter den Bundesministern des Innern Gustav Heinemann, Robert Lehr und Gerhard Schröder.
Von 1961 bis 1967 übernahm Lex das Amt des Präsidenten des Deutschen Roten Kreuzes (DRK) als Nachfolger von Heinrich Weitz, der ab 1952 den Wiederaufbau des DRK in der Bundesrepublik Deutschland nach dem Zweiten Weltkrieg geleitet hatte. Nach der Übergabe des Amtes an Walter Bargatzky wurde er Ehrenpräsident des DRK.
Lex galt als Konservativer, der sowohl überzeugter Antikommunist war als auch der Sozialdemokratie kritisch gegenüberstand.

## Ehrungen
Lex erhielt das Große Verdienstkreuz des Verdienstordens der Bundesrepublik Deutschland mit Stern und Schulterband, den Bayerischen Verdienstorden sowie 1957 das Großkreuz des Päpstlichen Ritterordens des heiligen Gregors des Großen. Zudem ist er Rosenheimer Ehrenbürger. Kurz nach seinem Tod wurde die Kaserne des Bundesgrenzschutz in Rosenheim „Grenzschutzunterkunft Hans Ritter von Lex“ benannt. 1961 wurde Ritter von Lex von der britischen Königin Elisabeth II. zum Knight Commander des Ritterordens Order of the British Empire (KBE) erhoben.